# Tuvia chinensis
Tuvia chinensis är en urinsektsart som beskrevs av Chen och Yin 1983. Tuvia chinensis ingår i släktet Tuvia och familjen Isotomidae. Inga underarter finns listade i Catalogue of Life.